# Stazione di Porlezza
Stazione di Porlezza 1966-ban bezárt vasútállomás Olaszországban, Lombardia régióban, Porlezza településen.

## Vasútvonalak
Az állomást az alábbi vasútvonalak érintették:
- Menaggio–Porlezza-vasútvonal

## Kapcsolódó állomások
A vasútállomáshoz az alábbi állomások vannak a legközelebb:
- Stazione di Tavordo